# Glissement de terrain de l'Harmalière
Le glissement de terrain de l'Harmalière est une instabilité de versant qui se traduit par des affaissements situés dans les Alpes françaises, en Isère, au-dessus du lac de Monteynard-Avignonet. Il est situé sur la commune de Sinard et affecte une combe inhabitée en grande partie recouverte de forêt. L'ensemble du versant glisse vers le sud en direction du lac. Ce phénomène est identique à celui du glissement de terrain du Mas d'Avignonet tout proche situé immédiatement au nord, sur la commune d'Avignonet, et affectant une combe voisine.